# Zdeňka Kočandrlová
Zdeňka Kočandrlová, rozená Moutelíková (* 3. listopadu 1934) je bývalá československá hráčka basketbalu (vysoká 168 cm). Je zařazena na čestné listině mistrů sportu. Patřila mezi opory reprezentačního družstva Československa, za které odehrála v letech 1953 až 1959 celkem 95 utkání a má významný podíl na dosažených sportovních výsledcích.

## Sportovní kariéra
Zdeňka Kočandrlová se dvakrát zúčastnila mistrovství světa a třikrát mistrovství Evropy v basketbale žen, na nichž získala celkem 5 medailí, z toho jednu stříbrnou za druhé místo na ME 1954 v Bělehradě a čtyři bronzové medaile za třetí místa (MS 1957 v Brazílii, MS 1959 v Moskvě1959 a ME 1958 v Polsku a ME 1958 v Bulharsku). Reprezentační kariéru zakončila na Mistrovství světa v basketbalu žen v roce 1959 v Moskvě (3. místo).
V československé 1. lize žen hrála celkem 8 sezón, z toho pět sezón v letech 1952 až 1957 za Slovan Orbis Praha, v nichž s týmem, který vedl trenér Svatopluk Mrázek, získala v ligové soutěži třikrát titul mistra Československa, jedno druhé a jedno třetí místo. Další tři sezóny (1957–1960) hrála ligu za tým Lokomotiva Liberec.,,
V roce 2005 byla uvedena do Síně slávy České basketbalové federace.

## Rodina
Jejím manželem byl český chirurg Vladimír Kočandrle, se kterým má dceru Petru a syna Vladimíra.

## Sportovní kariéra

### Hráčská
- klub:
- 1952-1957 Slovan Orbis Praha: 3x 1. místo (1954, 1956, 1957), 2. místo (1955), 3. místo (1953)
- 1957-1960 Lokomotiva Liberec: 6. místo (1959), 7. místo (1958), 9. místo (1960)
- Československo: 1953–1959 celkem 95 mezistátních zápasů, na MS a ME celkem (bez ME 1954) 146 bodů v 25 zápasech
- Mistrovství světa v basketbalu žen: 1957 Rio de Janeiro (16 bodů /7 zápasů), 1959 Moskva (28 /5)
- Mistrovství Evropy v basketbale žen: ME 1954 v Bělehradě (bude doplněno), ME 1956 Praha (56 /7), ME 1958 Lodž, Polsko (46 /6)
- úspěchy:
- Mistrovství světa v basketbalu žen: 2x 3. místo (MS 1957 Rio de Janeiro a MS 1959 Moskva)
- Mistrovství Evropy v basketbale žen: 2. místo (ME 1954), 2x 3. místo (ME 1956, ME 1958)